# Mikstat
Mikstat là một thị trấn thuộc huyện Ostrzeszowski, tỉnh Wielkopolskie ở trung-tây Ba Lan. Thị trấn có diện tích 3 km². Đến ngày 1 tháng 1 năm 2011, dân số của thị trấn là 1835 người và mật độ 728 người/km².